# Sucilá
Sucilá är en ort i Mexiko.   Den ligger i kommunen Sucilá och delstaten Yucatán, i den östra delen av landet, 1 100 km öster om huvudstaden Mexico City. Sucilá ligger 15 meter över havet och antalet invånare är 3 785.
Terrängen runt Sucilá är mycket platt. Runt Sucilá är det glesbefolkat, med 16 invånare per kvadratkilometer. Närmaste större samhälle är Tizimín, 16,9 km öster om Sucilá. I omgivningarna runt Sucilá växer i huvudsak lövfällande lövskog.